# هری مگوایر
جیکوب هری مگوایر (به انگلیسی: Jacob Harry Maguire؛ زادهٔ ۵ مارس ۱۹۹۳) بازیکن فوتبال اهل انگلیس است که در باشگاه منچستر یونایتد بازی می‌کند.
او در تابستان ۲۰۱۹ با قیمت ۸۰ میلیون پوند از لستر سیتی به منچستر یونایتد پیوست و گرانترین مدافع تاریخ فوتبال است.

## آمار ملی

### بازی‌های ملی
تا تاریخ ۲۰ نوامبر ۲۰۲۳
| انگلستان | انگلستان | انگلستان | انگلستان |
| سال      | بازی     | گل       | پاس گل   |
| -------- | -------- | -------- | -------- |
| ۲۰۱۷     | ۳        | ۰        | ۰        |
| ۲۰۱۸     | ۱۳       | ۱        | ۱        |
| ۲۰۱۹     | ۱۰       | ۰        | ۰        |
| ۲۰۲۰     | ۴        | ۱        | ۰        |
| ۲۰۲۱     | ۱۱       | ۵        | ۰        |
| ۲۰۲۲     | ۱۲       | ۰        | ۱        |
| ۲۰۲۳     | ۹        | ۰        | ۰        |
| مجموع    | ۶۲       | ۷        | ۲        |

### گل‌های ملی
| شماره | تاریخ          | میزبان  | بازی ملی     | حریف       | نتیجه | رقابت                  |
| ----- | -------------- | ------- | ------------ | ---------- | ----- | ---------------------- |
| ۱     | ۷ ژوئیه ۲۰۱۸   | سامارا  | دهمین        | سوئد       | ۲–۰   | جام جهانی ۲۰۱۸ روسیه   |
| ۲     | ۱۲ نوامبر ۲۰۲۰ | لندن    | بیست و نهمین | ایرلند     | ۳–۰   | دوستانه                |
| ۳     | ۳۱ مارس ۲۰۲۱   | لندن    | سی و دومین   | لهستان     | ۲–۱   | مقدماتی جام جهانی ۲۰۲۲ |
| ۴     | ۳ ژوئیه ۲۰۲۱   | رم      | سی و پنجمین  | اوکراین    | ۴–۰   | جام ملت‌های اروپا ۲۰۲۰  |
| ۵     | ۲ سپتامبر ۲۰۲۱ | بوداپست | سی و هشتمین  | مجارستان   | ۴–۰   | مقدماتی جام جهانی ۲۰۲۲ |
| ۶     | ۱۲ نوامبر ۲۰۲۱ | لندن    | چهلمین       | آلبانی     | ۵–۰   | مقدماتی جام جهانی ۲۰۲۲ |
| ۷     | ۱۵ نوامبر ۲۰۲۱ | سرواله  | چهل و یکمین  | سان مارینو | ۱۰–۰  | مقدماتی جام جهانی ۲۰۲۲ |

## دوران باشگاهی
وی ابتدا در باشگاه شفیلد یونایتد بازی می‌کرد. تیم هال سیتی با قراردادی ۱۰میلیون پوندی او را به خدمت گرفت. علی‌رغم سقوط به دستهٔ پایین‌تر با تیم هال سیتی مگوایر با درخشش فردی مورد توجه سران باشگاه لستر سیتی قرار گرفت و به این تیم منتقل شد. وی در نقل وانتقالات تابستانی فصل ۲۰۱۹–۲۰۲۰ با رقم هشتاد میلیون پوند از لستر سیتی راهی منچستر یونایتد شد و ملقب به گران‌ترین مدافع تاریخ فوتبال گشت و رکورد ویرجیل فن دایک راشکست. او اولین بازی رسمی خود برای منچستر یونایتد را در هفته اول لیگ جزیره فصل ۲۰۱۹/۲۰۲۰ برابر چلسی انجام داد.

## زندگی شخصی
برادران هری، جو و لاورنس نیز بازیکن فوتبال هستند. جو سابقه بازی برای گلوسوپ نورث اند و لاورنس مگوایر سابقه بازی برای چسترفیلد را دارد.

## افتخارات
منچستر یونایتد
- لیگ اروپا: ۲۰۲۱–۲۰۱۹ نایب قهرمان[۸]

انگلستان
- لیگ ملت‌های اروپا: ۱۹–۲۰۱۸ مقام سوم[۹]
- جام ملت‌های اروپا: ۲۰۲۰ نایب قهرمان[۱۰]